# Suphanburi
Suphanburi (tiếng Thái: สุพรรณบุรี) là một thành phố ở vùng Miền Trung Thái Lan, là thủ phủ của tỉnh Suphanburi. Dân số khoảng 26,556 người. Tọa độ địa lý 14°28′3″B 100°07′1″Đ / 14,4675°B 100,11694°Đ và cách thủ đô Bangkok khoảng 101 km.